# Lonicera japonica
Lonicera japonica е вид Орлови нокти произхождащ от Източна Азия, включително Китай, Япония и Корея. Цъфти с жълти тръбовидни цветове. Вечнозелено, но понякога през зимата листата частично опадат или покафеняват, ако не е защитено от силни течения. Образува обилна листна маса, която често може да закрие дребните цветчета.